# 23 شوال
- السبت
- الأحد
- الاثنين
- الثلاثاء
- الأربعاء
- الخميس
- الجمعة

- 2929 مارس 2025
- 130 مارس 2025
- 231 مارس 2025
- 31 أبريل 2025
- 42 أبريل 2025
- 53 أبريل 2025
- 64 أبريل 2025
- 75 أبريل 2025
- 86 أبريل 2025
- 97 أبريل 2025
- 108 أبريل 2025
- 119 أبريل 2025
- 1210 أبريل 2025
- 1311 أبريل 2025
- 1412 أبريل 2025
- 1513 أبريل 2025
- 1614 أبريل 2025
- 1715 أبريل 2025
- 1816 أبريل 2025
- 1917 أبريل 2025
- 2018 أبريل 2025
- 2119 أبريل 2025
- 2220 أبريل 2025
- 2321 أبريل 2025
- 2422 أبريل 2025
- 2523 أبريل 2025
- 2624 أبريل 2025
- 2725 أبريل 2025
- 2826 أبريل 2025
- 2927 أبريل 2025
- 3028 أبريل 2025
- 129 أبريل 2025
- 230 أبريل 2025
- 31 مايو 2025
- 42 مايو 2025

23 شوَّال أو 23 شوَّال المُکَرَّم أو 23 شوَّال المكرَّمة أو يوم 23 \ 10 (اليوم الثالث والعشرون من الشهر العاشر) هو اليوم التاسع والثمانون بعد المائتين (289) من أيَّام السنة (أو التسعون بعد المائتين لو كان شهر شعبان مُتممًا لليوم الثلاثين أو الحادي والتسعون بعد المائتين لو أتم كلاً من صفر وربيع الآخر وجمادى الآخرة وشعبان ثلاثين يوماً) وفق التقويم الهجري القمري (العربي). يبقى بعده 65 أو 66 يومًا لانتهاء السنة.

## أحداث
- 633هـ - سقوط قرطبة حاضرة الخلافة الأموية في الأندلس وكبرى قواعدها في يد فرناندو الثالث ملك قشتالة، بعد أن تخلّى عنها محمد بن يوسف بن هود، وكان في إمكانه نجدتها لكنه لم يفعل.
- 708هـ - ولاية بيبرس الجاشنكير حكم مصر والشام بعد السلطان الناصر محمد بن قلاوون، لكن فترة حكمه لم تطل، وتخلّى عنه الأمراء، وتمكن السلطان الناصر من استعادة حكمه الذي اغتصبه بيبرس.
- 1321هـ - البريطانيون يهاجمون قوات الدراويش التابعة للزعيم الصومالي محمد عبد الله حسان الملقب بالملا المجنون ويوقعوا إصابات فادحة بين قواته.
- 1368هـ - قائد الانقلاب العسكري في سوريا سامي الحناوي يعين هاشم الأتاسي رئيسًا للحكومة.
- 1382هـ - افتتاح مطار القاهرة الدولي.
- 1411هـ - الملك فهد بن عبد العزيز آل سعود يصدر أمرًا ملكيًا بمنح ميدالية تحرير الكويت للمشاركين من القوات السعودية والقوات العربية والإسلامية والصديقة في عملية عاصفة الصحراء.
- 1412هـ - افتتاح القسم الكردي لراديو صوت أمريكا.
- 1424هـ - الرئيس الفرنسي جاك شيراك يعلن في خطاب عن قبوله لتقرير رسمي يوصي بعدم السماح للأطفال بحمل رموز دينية مثل الصلبان والحجاب الإسلامي والقلنسوات اليهودية.
- 1428هـ - الرئيس الباكستاني برويز مشرف يعلن حالة الطوارئ في البلاد ويعلق العمل بالدستور.
- 1431هـ - تصادم قطارين في جاوة الوسطى بإندونيسيا، مما أسفر عن مقتل 36 شخصًا وإصابة أكثر من 50 آخرين.
- 1433هـ - سلسلة من التفجيرات تطول عدد من المناطق العراقية سقط خلالها عدد من القتلى والجرحى.
- 1434هـ - قطر تطلق قمر سهيل سات من قاعدة كورو في مستعمرة غويانا الفرنسية على متن الصاروخ أريان 5.
- 1439هـ - انحراف قطار عن مساره في تشورلو التركية يتسبب في مقتل 24 شخصاً وإصابات لأكثر من 120 آخرين.

## مواليد
- 1326 هـ - مصطفى مصباح زادة، حقوقي وعالم الاقتصاد وصحفي إيراني.
- 1341هـ - محمود مرسي، ممثل مصري.
- 1342هـ - سامية جمال، راقصة شرقية وممثلة مصرية.
- 1344هـ - حسام الدين مصطفى، مخرج مصري.
- 1345هـ - فاطمة موسى، أكاديمية وناقدة ومترجمة مصرية.
- 1348هـ - أحمد رمزي، ممثل مصري.
- 1364هـ - إيهود أولمرت، رئيس وزراء إسرائيل.
- 1373هـ - أحمد عبد العزيز، ممثل مصري.
- 1389هـ - محمد حداقي، ممثل سوري.
- 1390هـ - أحمد بهجا، لاعب كرة قدم مغربي.
- 1392هـ - عبود خواجه، مغني يمني.
- 1410هـ - شهد، ممثلة ومغنية كويتية.

## وفيات
- 265هـ - يعقوب بن الليث الصفار، مؤسس الدولة الصفارية وأول حكامها.
- 1112هـ - نعمة الله الجزائري، فقيه ومُحدّث ومُفسّر شيعي.
- 1354هـ - أحمد حلمي، صحفي وسياسي مصري.
- 1378هـ - هاشم الرفاعي، شاعر مصري.
- 1406هـ - نبيلة السيد، ممثلة مصرية.
- 1419هـ - محمد محمد صادق الصدر، رجل دين شيعي.
- 1420هـ - علي أصغر محمدوف، مترجم أذربيجاني.
- 1423هـ - يوسف فخر الدين، ممثل مصري.
- 1435هـ - سميح القاسم، شاعر فلسطيني من عرب 48.

## وصلات خارجية
- موقع قصة الإسلام: حدث في شهر شوَّال.